# Ariel Rittenhouse
Ariel Cevans Rittenhouse (Menlo Park, 9 de diciembre de 1990) es una deportista estadounidense que compitió en saltos de trampolín. Es hija de la nadadora Sharon Finneran.
Ganó una medalla de plata en los Juegos Panamericanos de 2007, en la prueba sincronizada.

## Palmarés internacional
| Juegos Panamericanos | Juegos Panamericanos    | Juegos Panamericanos | Juegos Panamericanos |
| Año                  | Lugar                   | Medalla              | Prueba               |
| -------------------- | ----------------------- | -------------------- | -------------------- |
| 2007                 | Río de Janeiro (Brasil) | Medalla de plata     | Trampolín 3 m sincro |